# Distrito de Landquart
El distrito de Landquart era uno de los once distritos del Cantón de los Grisones, Suiza. Era el tercer distrito más poblado del cantón (22.739 hab. en 2005) y el más pequeño de todos (193,23 kilómetros). El 1 de enero de 2017 fue sustituido por la región de Landquart, con la excepción del antiguo municipio de Haldenstein, que pasó a integrar la región de Plessur.

## Geografía
Limita al norte con el distrito de Bludenz (AT-8) y Liechtenstein, al este con el distrito de Prettigovia/Davos, al sur con Plessur, al suroeste con Imboden, y al oeste con Sarganserland (SG).

## Comunas por círculo
| Círculo de Fünf Dörfer | Círculo de Fünf Dörfer | Círculo de Fünf Dörfer | Círculo de Fünf Dörfer |
| Comuna                 | Población (31.12.2014) | Superficie en km²      |                        |
| ---------------------- | ---------------------- | ---------------------- | ---------------------- |
| Haldenstein            | 1036                   | 18,56                  |                        |
| Landquart              | 8692                   | 18,86                  |                        |
| Trimmis¹               | 3072                   | 42,87                  |                        |
| Untervaz               | 2430                   | 27,72                  |                        |
| Zizers                 | 3320                   | 11,01                  |                        |

| Círculo de Maienfeld | Círculo de Maienfeld   | Círculo de Maienfeld | Círculo de Maienfeld |
| Comuna               | Población (31.12.2014) | Superficie en km²    |                      |
| -------------------- | ---------------------- | -------------------- | -------------------- |
| Fläsch               | 719                    | 19,94                |                      |
| Jenins               | 909                    | 10,54                |                      |
| Maienfeld            | 2740                   | 32,33                |                      |
| Malans               | 2306                   | 11,40                |                      |

### Fusiones
- 1 de enero de 2008: Says y Trimmis → Trimmis.
- 1 de enero de 2012: Igis y Mastrils → Landquart.

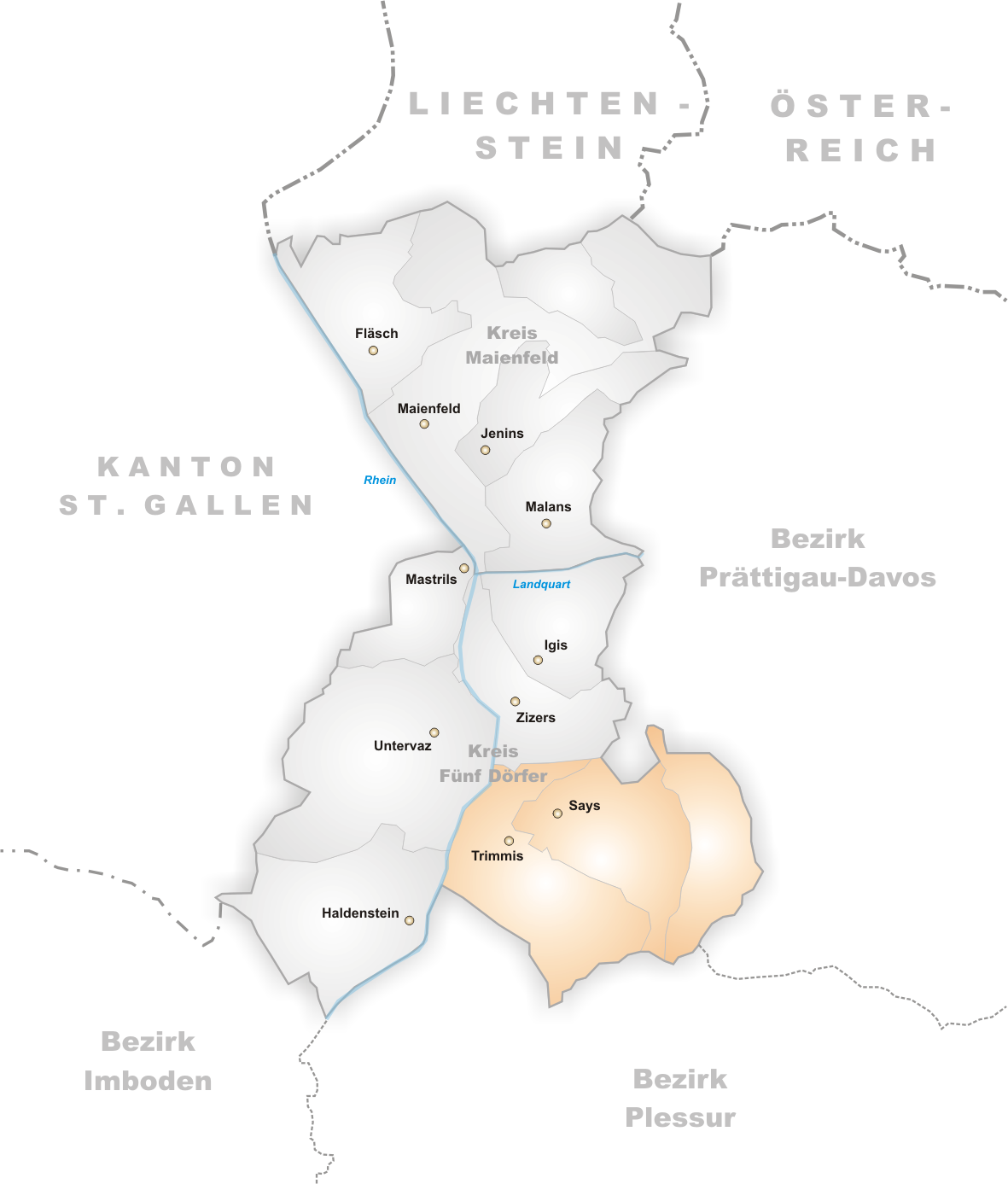
Comunas hasta 2007
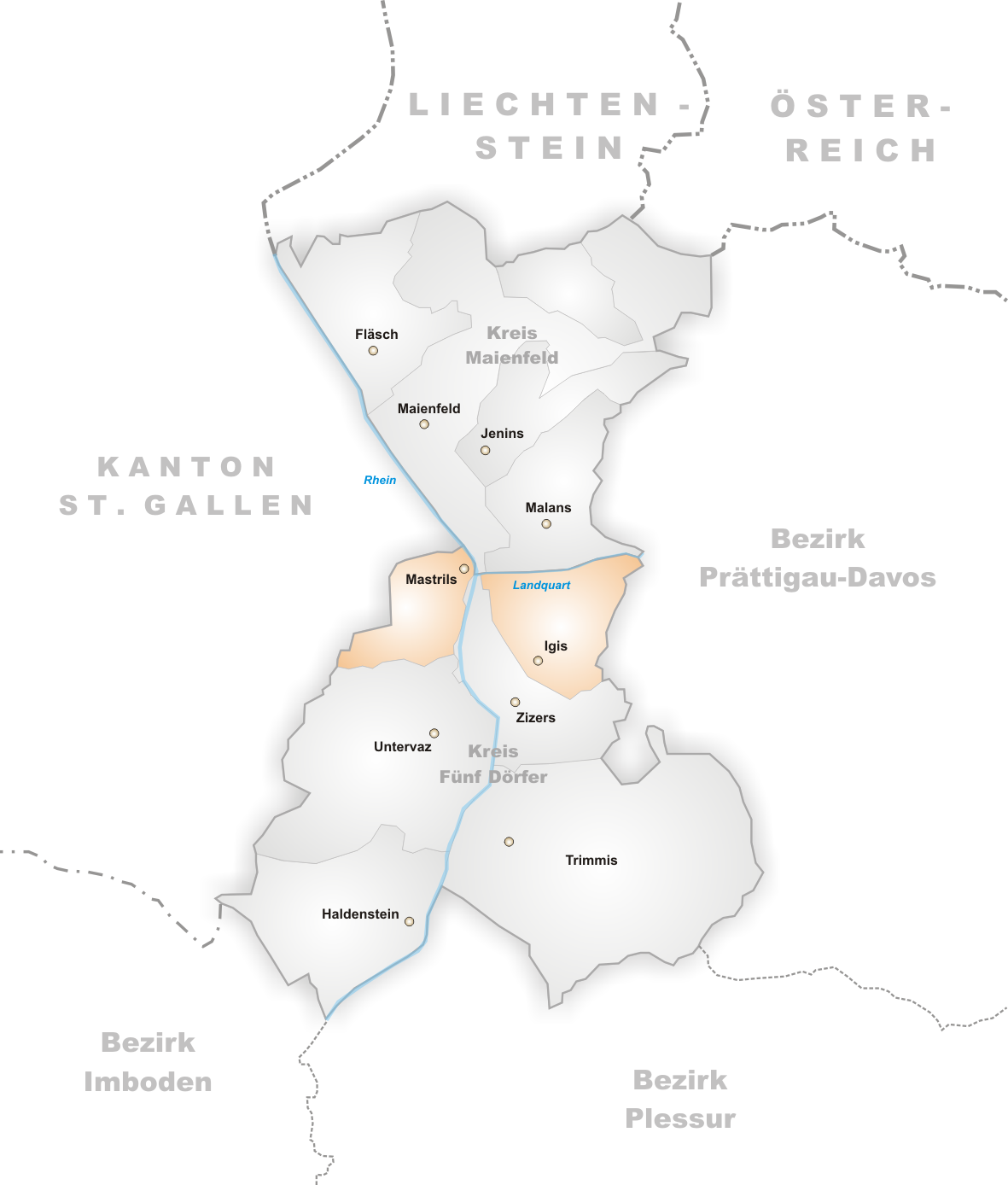
Comunas hasta 2011